# 역상 공격
역상 공격(영어: preimage attack)은 암호학적 해시 함수의 공격 방식으로, 해시 함수의 출력값이 같은 새로운 입력값을 찾는 해시 충돌 공격이다.
역상 공격은 다음의 두 가지로 구분된다.
- 제 1 역상 공격(first preimage attack): 해시값이 주어져 있을 때, 그 해시값을 출력하는 입력값을 찾는다.
- 제 2 역상 공격(second preimage attack): 입력값이 주어져 있을 때, 그 입력과 같은 해시값을 출력하는 다른 입력값을 찾는다.

즉, 제 2 역상 공격은 제 1 역상 공격에서 원본 메시지까지 주어져 있는 경우이다.
충돌 공격은 역상 공격과는 달리 해시 함수의 출력값이 고정되어 있지 않고, 해시 충돌이 일어나는 두 입력값을 찾는 공격이다. 따라서 역상 공격은 충돌 공격보다 더 어려운 것으로 알려져 있다.

## 같이 보기
- 생일 공격
- 암호화 해시 함수
- 레인보 테이블